# Шуля
Шуля — река в России, протекает по Советскому району Республики Марий Эл. Устье реки находится в 70 км по правому берегу Малого Кундыша. Длина реки составляет 32 км, площадь водосборного бассейна — 191 км².
Исток реки у деревни Шуле-Мучаш в 8 км к северо-западу от посёлка Советский. Река течёт на юг, протекает деревню Прокопьево, ниже течёт в 5 км к западу от посёлка Советский, ещё ниже протекает село Чкарино, возле которого на реке сеть мелиоративных канав, а также деревни Кукшумбал и Шуледур. Впадает в Малый Кундыш у деревни Лаштык-Ярамор.

## Притоки
(указано расстояние от устья)
- 19 км: река Ургакш (лв)
- 20 км: река без названия, у п. Алексеевский (пр)

## Данные водного реестра
По данным государственного водного реестра России относится к Верхневолжскому бассейновому округу, водохозяйственный участок реки — Волга от Чебоксарского гидроузла до города Казань, без рек Свияга и Цивиль, речной подбассейн реки — Волга от впадения Оки до Куйбышевского водохранилища (без бассейна Суры). Речной бассейн реки — (Верхняя) Волга до Куйбышевского водохранилища (без бассейна Оки).
Код объекта в государственном водном реестре — 08010400712112100001302.